# Костомукшское
Костомукшское — пресноводное озеро на территории Костомукшского городского округа Республики Карелии (Россия).

## Общие сведения
Площадь озера — 5,4 км², площадь водосборного бассейна — 151 км². Располагается на высоте 154,7 метров над уровнем моря.
Через озеро протекает река Кенто, впадающая в озеро Юляярви, которое протокой сообщается с озером Алаярви. Воды из последнего через короткую протоку уже втекают в озеро Среднее Куйто.
Код объекта в государственном водном реестре — 02020000811102000004746.